# Walter De Maria
Walter De Maria est un artiste américain du land art né le 1er octobre 1935 à Albany en Californie et mort le 25 juillet 2013 à New York.

## Biographie
En 1957 il est diplômé de l’université de Californie à Berkeley, où il obtient son M.F.A. en peinture deux ans plus tard. Avec son ami le compositeur d’avant garde La Monte Young, il participe à des happenings ainsi qu'à des productions théâtrales dans la région de San Francisco.
En 1960 il s’installe à New York où il écrit des essais sur l’art, lesquels seront publiés par La Monte Young et Jackson McLow dans An Anthology of Chance Operations. Il continue encore à prendre part à des happenings. En 1961 il fait ses premières sculptures de boîtes en bois. En 1963, De Maria et Robert Whitman ouvrent la 9 Great Jones Street Gallery à New York. La même année la première exposition solo de sculpture de De Maria y est présentée. La même année encore il a travaillé avec le batteur du groupe de rock emblématique de l’époque, The Velvet Underground, alors mené par Lou Reed. Il continue la sculpture sur bois, commence ses « invisible drawings » (littéralement les « dessins / schémas invisibles ») et compose de la musique. Avec l’aide du collectionneur Robert C. Scull, il commence la création de pièces en métal en 1965.
Ces œuvres en métal (aluminium) les plus connues sont les suivantes : 
- Museum Piece (1966) représente la Swaztika.
- Cross. (1965-66) représente la croix chrétienne.
- Star (1972) représente l'étoile du judaïsme.

Ces œuvres ont été conçues séparément mais sont maintenant réunies au musée Guggenheim. L’idée de ces œuvres était de détourner les trois symboles de leur signification originelle. Par le simple fait de les exposer dans un musée, il les réduisait à de simples œuvres visuelles sans aucune autre connotation. Il y avait évidemment beaucoup de provocation dans cette façon de faire.
En 1968, De Maria s'impose comme l'une des figures majeures du Land art en remplissant de terre le sol de la galerie Heiner Friedrich à Munich. La même année il conçoit Mile Long Drawing dans le Désert des Mojaves, une œuvre qui fait écho à Walls in the Desert, projet non réalisé, dessiné entre 1961 et 1963, qui consistait en la construction de deux murs parallèles longs d’un mile chacun dans le désert du Sahara. En 1972, l'artiste fait l'objet d'une importante exposition au Kunstmuseum de Bâle.
Il continue tout au long des années 1970 à étudier ou à réaliser des œuvres de plus en plus à l'échelle du grand paysage, voire de la planète comme en témoigne son Three Continent Project, une sculpture commencée en 1969 qui devait prendre la forme d'une gigantesque croix à cheval sur l'Inde, l'Afrique, et les États-Unis.
1969, c'est aussi l'année où De Maria commence à travailler sur son célèbre The Lightning Field. Cette œuvre est achevée finalement en 1977 à Quemado, au Nouveau-Mexique, est de loin la plus connue et la plus diffusée de Walter De Maria. Il s'agit de l'installation pérenne de 400 poteaux en acier inoxydables, régulièrement répartis sur une surface rectangulaire d'un kilomètre par un mile située dans une plaine désertique, où le visiteur est contraint de séjourner 24 heures afin de faire l'expérience du site. L’œuvre a été implantée à proximité de la Log Cabin, une cabane en rondins construite dans les années 1930 permettant d'accueillir un groupe de 6 personnes et dans laquelle se trouve le minimum vital, ainsi qu'un descriptif précis de la construction de l’œuvre. Selon l'artiste, la zone est propice aux orages, ce dont témoignent les photographies spectaculaires qu'il a fait réaliser sur place. En réalité, selon une déclaration récente de Gilles Tiberghien, rares sont ceux qui ont vu s'abattre la foudre sur ces paratonnerres. The Lightning Field est géré par la Dia Art Foundation de New York, seule institution habilitée à délivrer les billets d'entrée.
Dans les années 1960 et 1970, De Maria crée des œuvres urbaines, dont The Vertical Earth Kilometer (1977), The New York Earth Room (1977) et The Broken Kilometer (1979).
En 1989, son projet de Sphère des droits de l'homme est retenu lors de l'appel à projet international de l'Assemblée nationale française pour la réalisation d'une sculpture dans la cour d'honneur du palais Bourbon, à l'occasion du bicentenaire de la Révolution française.
En 2001, Walter De Maria est le premier lauréat du prix Haftmann, décerné par la Fondation Roswitha Haftmann, une fondation suisse, à un « artiste vivant ayant produit une œuvre de première importance. »